# Ударная сварка
Ударная сварка — вид сварки, который позволяет сваривать разнородные материалы.  Ударная сварка создает высокую температуру в месте соударения заготовок за счет выделяемой кинетической энергии. Кинетическая энергия передается заготовкам  через электрический разряд конденсатора или механическим ударником.  Теплота, выделяющаяся при переходе кинетической энергии в теплоту, способствует сварке.
Ударная сварка используется для соединения разнородных металлов.  Сварка производится в материалах, которые имеют малое поперечное сечение. В свариваемых заготовках при приложении динамической нагрузки происходит локализация пластической деформации в зоне контакта и мгновенное снятие микронеровностей поверхности.
Преимуществом ударных видов сварки является малая зона нагрева и малое время сварки - около 16 миллисекунд.